# Johan Halvorsen
Johan Halvorsen (Drammen, 15 de març de 1864 – Oslo, 4 de desembre de 1935) fou un compositor, director d'orquestra i violinista noruec.
Estudià a Estocolm, Bergen i Leipzig, i després es donà conèixer com a concertista. Més tard fou professor de violí en el Conservatori d'Helsingfors, i director d'orquestra de l'Òpera i dels concerts simfònics de Bergen i des de 1906 director d'orquestra del Teatre Nacional d'Oslo.
Va compondre un Concert per a violí, tres suites per a piano i violí; la música pels drames Vasantasena, The King, Uber die Kraft, Gurre i Fossegrimen; una cantata per a la coronació del rei Haakon VII; peces per a piano, cors i melodies corals.
Fou el pare de la soprano Nina Grieg-Halvorsen i, per tant, era sogre del tenor català Joan Raventós i Babot (1883-1947).